# Кудугу
Куду́гу (фр. Koudougou) — город и городская коммуна в Буркина-Фасо.

## География
Город Кудугу находится в центральной части Буркина-Фасо, в 75 километрах западнее столицы страны, города Уагадугу. Является главным городом Западно-Центральной области и провинции Булькиемде. В административном отношении город разделён на 10 секторов. Действующий мэр — Нузеле Кафанго. В 2005 году здесь был открыт университет.

## Климат
| Показатель                    | Янв. | Фев. | Март | Апр. | Май  | Июнь  | Июль  | Авг.  | Сен.  | Окт. | Нояб. | Дек. | Год   |
| ----------------------------- | ---- | ---- | ---- | ---- | ---- | ----- | ----- | ----- | ----- | ---- | ----- | ---- | ----- |
| Средний суточный максимум, °C | 34,1 | 36,7 | 38,9 | 39,3 | 37,8 | 34,7  | 32,3  | 31,3  | 32,5  | 35,8 | 36,4  | 34,1 | 35,4  |
| Средняя температура, °C       | 25,3 | 27,6 | 30,7 | 32,0 | 31,4 | 29,0  | 27,2  | 26,4  | 27,0  | 28,8 | 26,5  | 25,0 | 28,2  |
| Средний суточный минимум, °C  | 16,5 | 18,4 | 22,5 | 24,8 | 25,0 | 23,2  | 22,1  | 21,5  | 21,6  | 21,7 | 18,6  | 16,0 | 21,0  |
| Норма осадков, мм             | 0,7  | 1,9  | 5,8  | 27,8 | 67,4 | 105,1 | 170,0 | 226,0 | 150,3 | 43,0 | 3,1   | 1,5  | 802,6 |
| Источник: ,                   |      |      |      |      |      |       |       |       |       |      |       |      |       |

## Экономика и транспорт
Основой экономики Кудугу является сельское хозяйство. В городе имеются также небольшие предприятия текстильной, хлопкоперерабатывающей и пищевой промышленности . Через город проходит железная дорога, соединяющая Абиджан и Уагадугу. Кроме этого, через Кудугу проходят автомобильные дороги № 13, № 14 и № 21. Международный аэропорт Уагадугу находится в 41 км к юго-востоку от центра Кудугу; он принимает регулярные рейсы из многих крупных городов Западной Африки, а также из Парижа и Брюсселя.

## Население
По данным на 2013 год численность населения города составляла 93 165 человек. Городская коммуна насчитывает 131 825 человек (на 2006 год) и заселена преимущественно представителями народов груси и моси.
Динамика численности населения города по годам:
| 1985   | 1996   | 2005   | 2006   | 2013   |
| ------ | ------ | ------ | ------ | ------ |
| 51 529 | 72 490 | 91 444 | 82 720 | 93 165 |

## Известные уроженцы
- Морис Ямеого — первый президент Верхней Вольты
- Терциус Зонго — нынешний премьер-министр Буркина-Фасо.
- Патрик Зунди — футболист сборной Буркина-Фасо, участник Кубка африканских наций 2004 и 2010.

## Города-партнёры
- Мельзунген, Германия[4]
- Дрё, Франция[5]
- Тоди, Италия

## Галерея

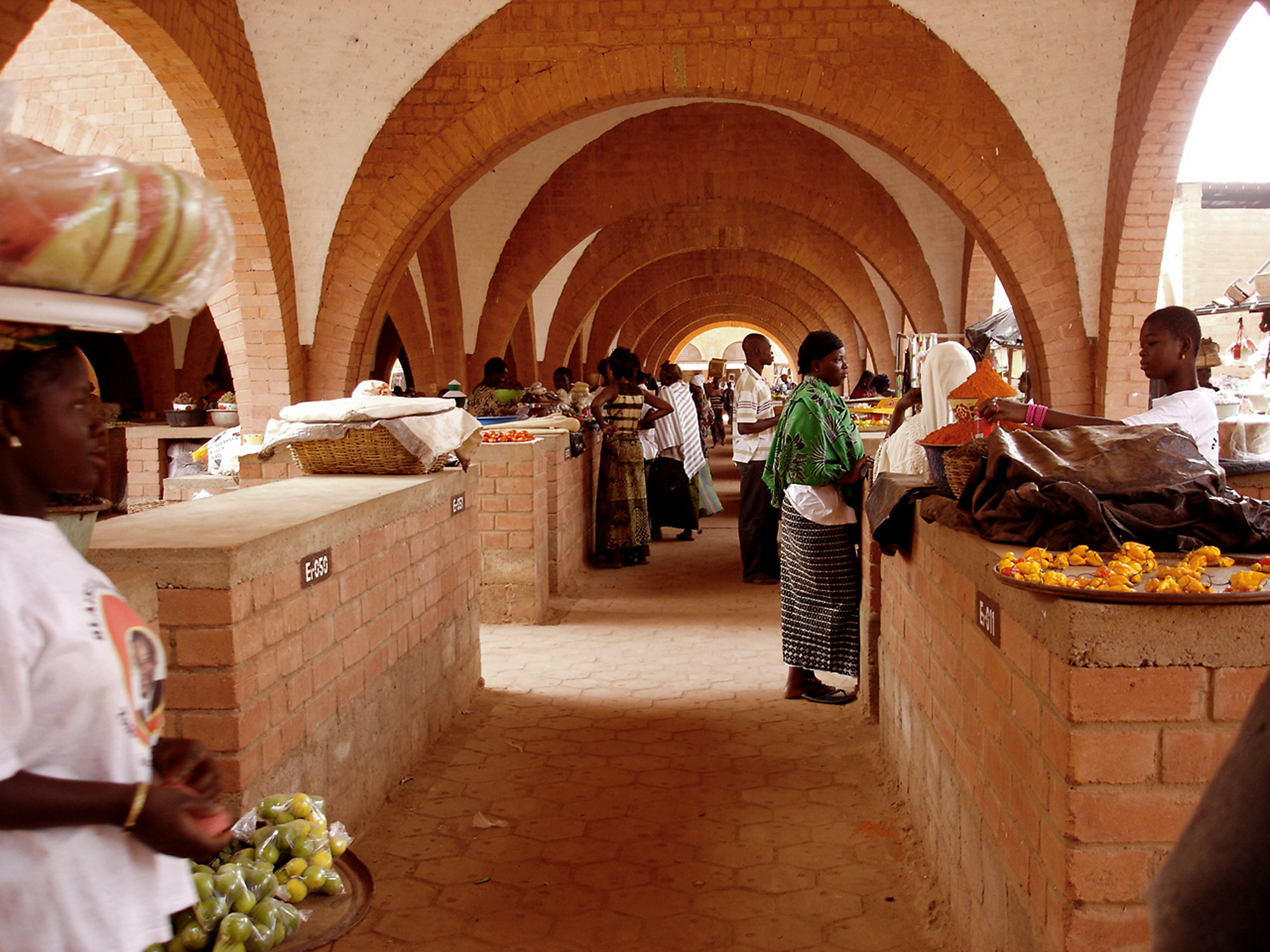
Большой рынок
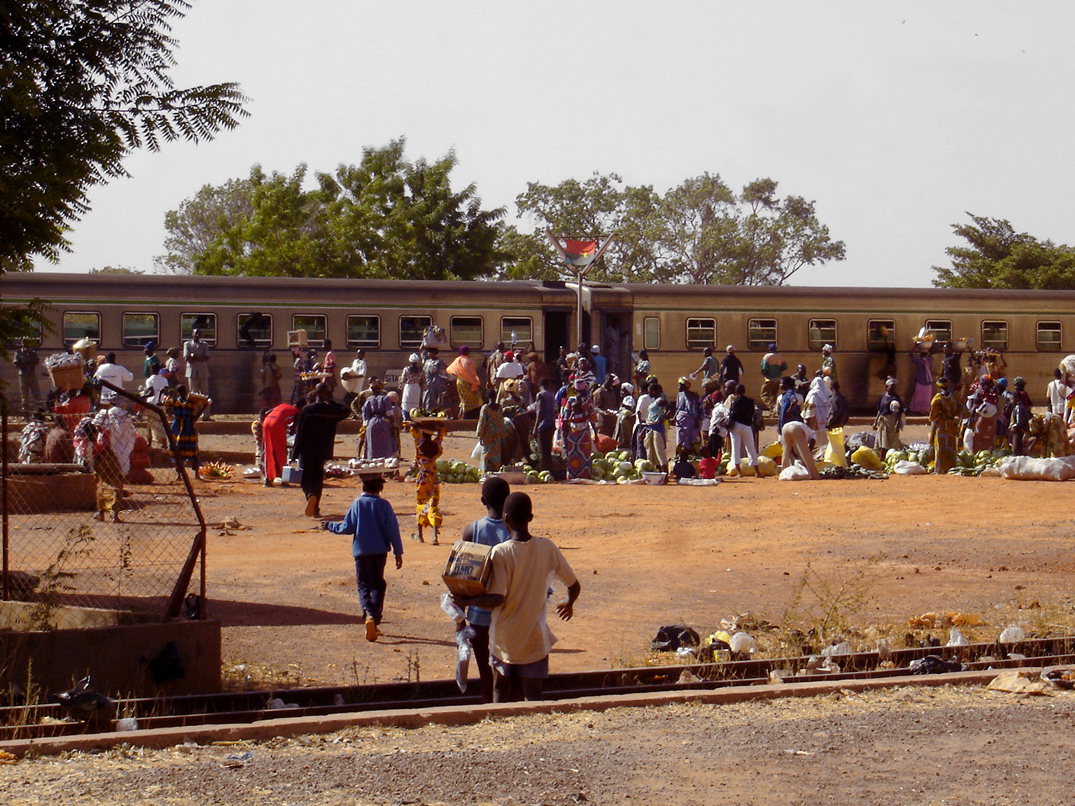
Вокзал Кудугу